# Odotheus
Odotheus (auch Odothaeus) war ein Anführer der greutungischen Goten an der Donaumündung in der zweiten Hälfte des vierten Jahrhunderts.
Die Odotheus-Greutungen erschienen zu Beginn des Jahres 386 n. Chr. an der Donaumündung ins Schwarze Meer und forderten vom oströmischen Heermeister Promotus die Erlaubnis, auf römisches Gebiet übertreten zu dürfen. Promotus verweigerte jedoch den Odotheus-Greutungen den Übertritt, lockte sie beim Versuch, ohne Zustimmung über die Donau zu gelangen, in eine Falle und siegte über sie. Odotheus fand dabei den Tod. Die überlebenden Greutungen ließ Theodosius I. im römischen Phrygien siedeln.